# دايفيد أ. أونغر
دايفيد أ. أونغر (بالإنجليزية: David Unger)‏ هو وكيل أدبي وشخصية أعمال ووكيل مواهب أمريكي، ولد في 30 ديسمبر 1971 في لندن في المملكة المتحدة.

## وصلات خارجية
- دايفيد أ. أونغر على موقع IMDb (الإنجليزية)
- دايفيد أ. أونغر على موقع قاعدة بيانات الفيلم (الإنجليزية)